# Coltan

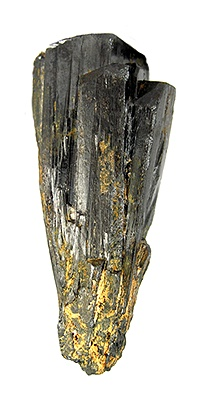
Fragment de colombite-tantalite, de taille.

Le coltan (mot-valise pour colombite-tantalite) est un minerai de couleur noire ou brun-rouge dont on extrait le niobium (d'abord appelé colombium) et le tantale. Il est formé par l'association de deux minéraux, la colombite (ou columbite) [(Fe, Mn)Nb2O6] et la tantalite [(Fe, Mn)(Ta, Nb)2O6], en proportion variable.
La colombite a été découverte en Nouvelle-Angleterre (États-Unis). Le coltan se trouve en quantités commerciales en Afrique centrale, notamment en république démocratique du Congo dans la région du Kivu qui détient entre 60 et 80 % des réserves mondiales, ainsi qu'en Australie, au Brésil, au Canada, en Espagne, dans la région de l'Orénoque au Venezuela et en Chine.

## Utilisation
Le coltan est une source importante pour la production du tantale et plus accessoirement, du niobium. Le tantale est très prisé pour sa grande résistance à la corrosion. Considéré comme un métal stratégique il est surtout utilisé dans la fabrication de condensateurs pour les équipements électroniques  mais entre également dans la composition d'alliages de cobalt et de nickel dans l'aéronautique et particulièrement pour la fabrication des réacteurs. On l'utilise aussi comme revêtement dans les échangeurs de chaleur et dans des alliages pour les outils de coupe ou de tournage.
Le niobium a des propriétés physico-chimiques très proches de celles du tantale : ces deux métaux sont situés sur la même colonne du tableau périodique. Cela rendit l'identification respective des éléments difficile, au début du  XIXe siècle.

### Importance des besoins dans les industries de pointe

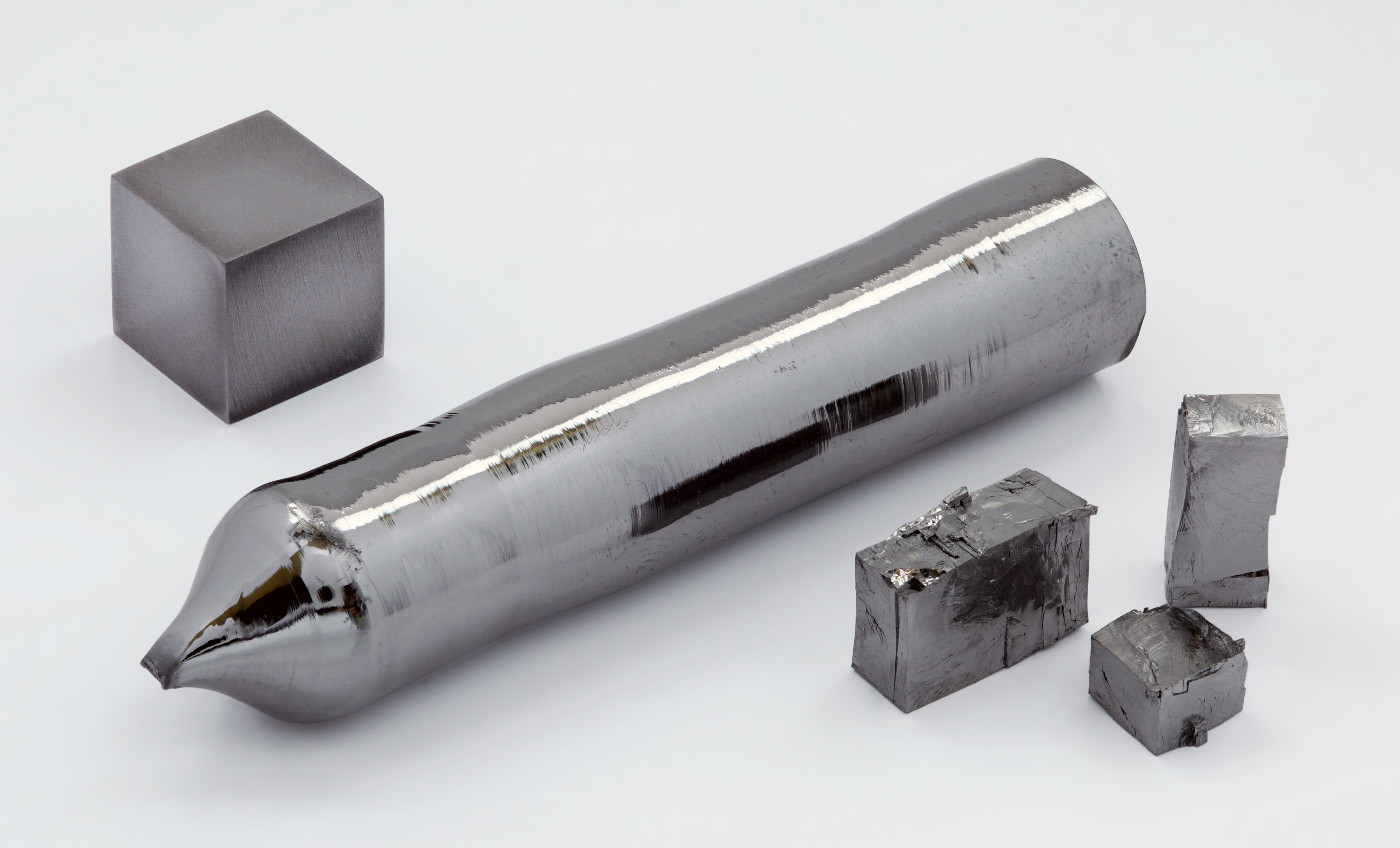
Monocristal de tantale et cube de 1 cm3.

Le secteur de l’électronique utilise 60 % à 80 % de la production de tantale pour la fabrication de composants électroniques. En particulier il entre dans la composition de condensateurs et de filtres à onde de surface, utilisés dans les téléphones mobiles ou les ordinateurs.
En 2000, une pénurie mondiale et une hausse des prix du tantale auraient empêché la fabrication de la PlayStation 2 de Sony en quantité suffisante.
Le tantale est également utilisé pour les superalliages en conditions sévères dans les missiles, les fusées et les avions du fait de sa résistance à la chaleur comme à la corrosion.

## Le trafic de coltan en Afrique centrale

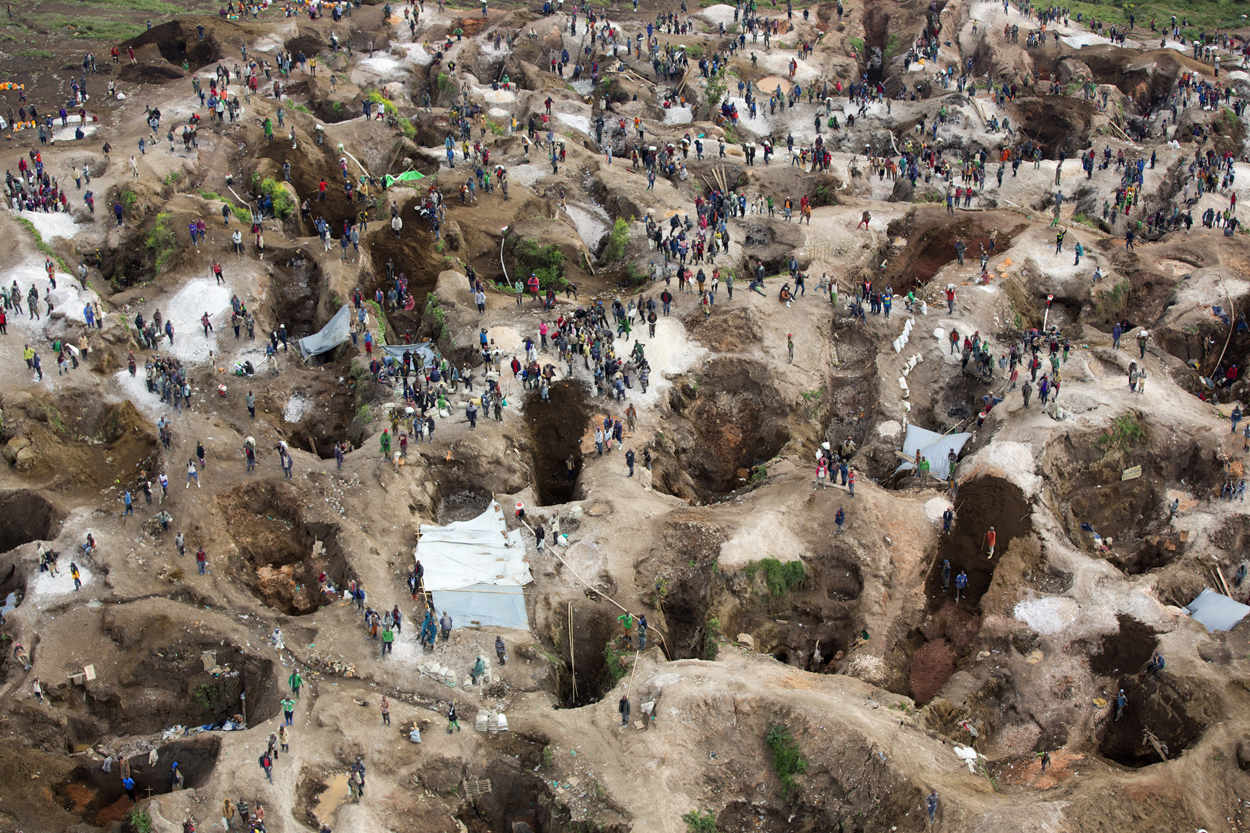
Mine de coltan près de Rubaya (Nord-Kivu) RDC en 2014.

On estime souvent que le coltan est au cœur de la guerre en république démocratique du Congo (RDC), l’un des conflits les plus meurtriers depuis la Seconde Guerre mondiale avec plus de 6 millions de morts. Un rapport d'experts présenté en 2015 au Conseil de sécurité de l’ONU[réf. non conforme] dénonce ainsi les grandes quantités de ce minerai illégalement extraites du sol de la république démocratique du Congo, transportées en contrebande avec l'assentiment de milices armées locales et au profit de sociétés commerciales régionales et internationales. L'armée rwandaise aurait ainsi retiré 250 millions de dollars de 1998 à 2000 du trafic illégal de ce minerai. Toutefois, la centralité du coltan et des autres minerais (étain, or et tungstène) dans les conflits à l'Est de la RDC est contestée par certains chercheurs qui y voient une simplification voir une falsification des dynamiques réelles des affrontements.
Ces exploitations minières illégales encouragent le maintien d'armées étrangères au Kivu et mettent en péril l'écosystème forestier de la région.
Les trois États (Ouganda, Rwanda et Burundi) mis en cause par le rapport de l'ONU ont nié leur implication dans le trafic du coltan.
Le Rwanda peut également produire du minerai de colombo-tantalite, au moins dans la région de Gatumba, sur la crête Congo-Nil. De gros cristaux en « bec de canard » y ont été trouvés par des géologues de la Somirwa (Société des mines du Rwanda), qui a cessé ses activités (cassitérite et tungstène) aux environs de 1982.
En janvier 2023, le coltan se négociait sur les marchés aux environs de 49 $ le kilogramme.

## Le coltan dans les médias

### Cinématographique
Dans le documentaire King Leopold's ghost (2006) adapté directement par Pippa Scott sur base du livre de Adam Hochschild : Les Fantômes du roi Léopold la réalisation conclut son arc narratif congolais de plus d'un siècle sur le rôle déterminant du coltan dans les ingérences étrangères et les précarités sociopolitiques contemporaines en République Démocratique du Congo.
Dans la série Leverage, épisode 10 saison 3, les justiciers coincent un propriétaire de mine et un procureur véreux en leur faisant croire que leur mine de charbon contient un gisement de coltan.
Dans la série Crossing Lines, épisode 2 saison 3, des liens entre différents protagonistes sont trouvés sur fond de trafic de coltan et d'esclavagisme dans lesdites mines.
Dans la saga Terminator, le squelette des machines cybernétiques est constitué en partie de coltan.
Dans Rebelle (2012), film canadien de Kim Nguyen (Ours d'argent et mention spéciale du jury œcuménique au festival de Berlin 2012, prix du scénario au festival du film de Tribeca 2012), l'héroïne, recrutée de force comme enfant-soldat, raconte qu'elle ramassait du coltan pour le commandant.
Dans Soldiers of Fortune, film américain de Maksim Korostyshevsky (de) (2012), le lieu de l'action, l'île du Serpent, dispose d'une mine de coltan et l'un des principaux protagonistes (Dimidov / Roman St. John), incarné par Sean Bean, souhaite devenir un des principaux fournisseurs de coltan.
En 2018, le film Le Carnet de Sara produit par Netflix raconte l'histoire d'une avocate madrilène partie à la recherche de sa sœur dans une région du Congo ravagée par de violents conflits sur fond de commerce illégal de coltan.
En 2019, dans la saison 2 épisode 5 de Jack Ryan, le Venezuela veut forer pour exploiter du coltan.
En 2023, dans le film Neptune Frost de Saul Williams et Anisia Uzeyman, un adolescent nommé Matalusa travaille dans une gigantesque mine à ciel ouvert de coltan.

### Littérature
Dans le roman Moonraker, la fusée Vise-Lune est construite avec un alliage de colombite, et c'est avec la colombite que Sir Hugo Drax a fait fortune.
Dans son roman Le Chant de la mission (2006), John Le Carré met en scène la préparation d'une action de commando visant à s'approprier, aux bénéfices d'investisseurs étrangers, les ressources minières de coltan dans le Kivu.
Dans son thriller Les Cathédrales du vide (2009), Henri Lœvenbruck aborde les conséquences de l'exploitation du coltan au Congo dans les conflits de la région du Kivu. Le fait que le Congo possède 60 % de cette ressource minière pourrait être à la source du génocide des Tutsis au Rwanda.
Dans Le Léopard (Panserhjerte, 2009), Jo Nesbø, écrivain norvégien, envoie son héros Harry Hole au Rwanda et en république démocratique du Congo pour enquêter sur des meurtres liés à un trafic de coltan.
Dans ses deux romans Lontano (2015) et surtout Congo Requiem (2015) Jean-Christophe Grangé décrit l'exploitation du coltan en RDC et nous montre la violence des combats entre les différentes ethnies et la contrebande qui s'exerce pour l'exploitation minière du coltan.
Dans la bande dessinée Kivu (2018), Christophe Simon et Jean Van Hamme placent le coltan, toutes les violences qui entourent son exploitation et le rôle joué par les compagnies minières occidentales en toile de fond du travail effectué par les docteurs Denis Mukwege et Guy-Bernard Cadière dans la reconstruction des femmes victimes de violences et mutilations sexuelles dans cette guerre qui ne dit pas son nom.

### Jeux vidéo
Dans le jeu vidéo Crysis, la nanocombinaison est faite principalement d'un alliage de coltan-titane alvéolé, la rendant très résistante.

### Chanson
Dans sa chanson On n'a pas de pétrole, le rappeur Rockin' Squat (frère de l'acteur Vincent Cassel) critique la France pour sa politique au Congo. Il accuse des entreprises françaises, dont SFR, Orange et Bouygues, d'avoir encouragé le pillage des terres du Congo dans le but de s'approprier certains minerais dont le coltan.
En novembre 2018, le rappeur Kalash Criminel sort un titre intitulé Coltan dans lequel il dénonce les guerres civiles congolaises dues à ce précieux minerai qui détruisent son pays d'origine. Le rappeur réitérera dans son featuring, en octobre 2020, avec le rappeur  Damso, intitulé But en or où il dénoncera le coltan comme responsable de la guerre dans son pays, la RDC.

### Film documentaire
- Blood in the Mobile, documentaire de Frank Piasecki Poulsen, réalisé en 2010.
- Du sang dans nos portables, Jeudi Investigation, Canal Plus, Patrick forestier, 2007.